# Prijestolje
Prijestolje ili vladarska stolica (susreće se i grecizam tron) je službena stolica na kojoj sjedi monarh prilikom javnih ceremonija. Tron se metaforički rabi za monarhiju, odnosno za vlast koja proizlazi od kraljevskog naslova, pa "zasjesti na prijestolje" znači "doći na vlast" ili biti proglašen vladarom.

## Vanjske poveznice
- RoyalArk- here India